# Белетристика
Белетри́стика (з фр. Belles Lettres фр. вимова: [bɛl lɛtʁ] — досл. «красне письменство») — термін літературознавства, у широкому розумінні — це фабульна розповідь, у вузькому — художня проза.

## Короткий опис
Термін «белетристика» виник у XVIII столітті у Французькому королівстві. Шарль Роллен вживає його у своїй праці «Про спосіб вивчення та викладання красного письменства» (1726) 1774 року Шарль Батте публікує працю «Курс красного письменства, або принципи літератури». Спершу термін «белетристика» стосувався поезії, драми, риторики, історичних та пікантних творів, особливо коли йшлося про твори написані народною (національною) мовою.
У XX столітті термін белетристика нерідко вживався, як синонім до понять масова література, а також жанрова література.

Сьогодні цей термін зазвичай стосується художньої прози, для якої характерний гострий сюжет, інтрига, несподівані повороти сюжетного розвитку, але також і деяких видів науково-популярної та біографічної літератури. На думку Юрія Ковалева, 
 белетристика позначає легку, жваву, розважальну, доступну, «формульну» розповідь про якусь подію чи наукову проблему, відому постать з метою її популяризації, здебільшого розраховану на «наївного» реципієнта; вважається різновидом масової літератури, в якій використовуються, зорієнтовані на легке читання наративні форми детективного, пригодницького чи авантюрного роману, фентезі тощо.